# Кедров, Василий Константинович
Васи́лий Константи́нович Ке́дров (1872—1917) — капитан 1-го ранга российского императорского флота. 

## Биография
Родился 25 мая (6 июня) 1872 года в семье директора Санкт-Петербургского историко-филологического института Константина Васильевича Кедрова.
С 1881 года учился в гимназии при Петербургском историко-филологическом институте и окончил её с золотой медалью в 1890 году. Поступил на физико-математический факультет Санкт-Петербургского университета и окончил его в 1894 году с дипломом 1-й степени. Для отбывания воинской повинности поступил во флот, с которым связал всю свою последующую жизнь. С 1895 года — мичман.
Служил помощником начальника Отряда подводного плавания Балтийского флота; в течение месяца (с 15 мая по 26 июня 1914 года) был начальником отряда. Затем, 14 июня 1915 года был назначен исполняющим должность начальника 7-го дивизиона эскадренных миноносцев; утверждён в должности 19 июня. С 10 апреля 1916 года, «за отличие по службе» — капитан 1-го ранга.
Погиб 14 (27) ноября 1917 года в бою на эсминце «Бдительный».